# Station Neston
Neston is een spoorwegstation van National Rail in Neston, Cheshire West and Chester in Engeland. Het station is eigendom van Network Rail en wordt beheerd door Transport for Wales. 